# 南非舌鰨
南非舌鰨（学名：Cynoglossus capensis）為輻鰭魚綱鰈形目鰨亞目舌鰨科的其中一種，為熱帶魚類，分布於東南大西洋納米比亞至南非納塔爾半鹹水、海域，棲息深度可達450公尺，體長可達31公分，棲息在底層水域，生活習性不明。
其种加词“capensis”意为“南非开普省的/好望角的”。